# Eurorregión de Silesia de Cieszyn

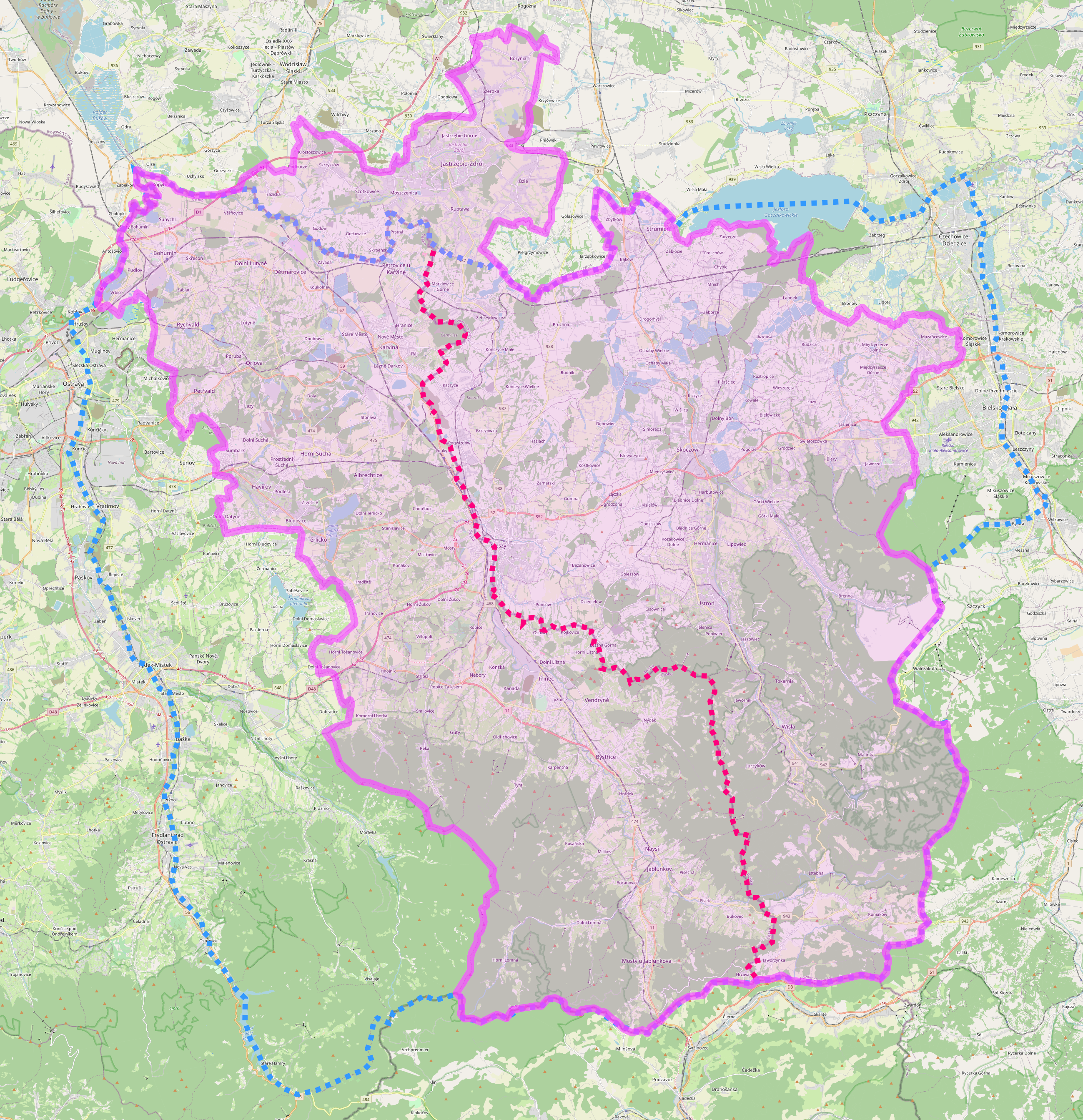
La Eurorregión de la Silesia de Cieszyn (rosa) en comparación con las fronteras históricas de la Silesia de Cieszyn (línea de puntos azul)

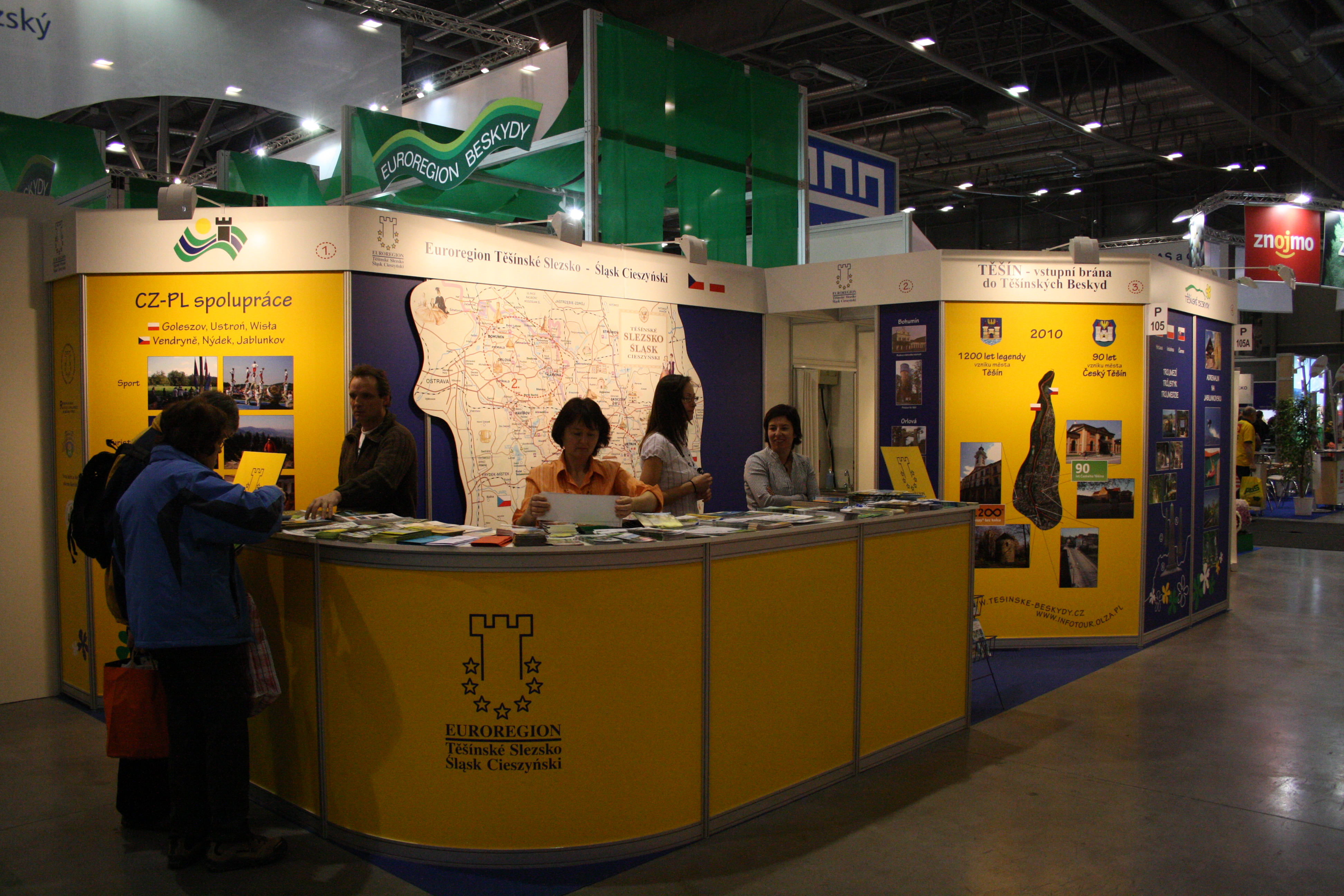
Presentación de la Eurorregión en Brno (2010)

La Eurorregión de la Silesia de Cieszyn (en polaco: Eurorregión Śląsk Cieszyński, en checo: Eurorregión Těšínské Slezsko) es una de las eurorregiones (estructuras de cooperación transnacional) entre Polonia y la República Checa. Tiene una superficie de 1741,34 km² y 658.224 habitantes en 2009. Las ciudades más grandes son Jastrzębie Zdrój en la parte polaca y Havířov en la checa. Se creó el 22 de abril de 1998.
Comprende una gran parte de la región histórica de Silesia de Cieszyn:
- en Polonia: 12 municipios del Distrito de Cieszyn, 2 municipios del Distrito de Bielsko (Jaworze y Jasienica), 1 municipio del Distrito de Wodzisław (Godów) y Jastrzębie Zdrój; sin embargo, los dos últimos no forman parte de la Silesia de Cieszyn).
- en la República Checa: 16 municipios del distrito de Karviná y 27 municipios de la parte oriental del distrito de Frýdek-Místek;[1][2]

No toda la región histórica de la Silesia de Cieszyn pertenece a la eurorregión, principalmente Bielsko y Czechowice-Dziedzice y Frýdek con sus alrededores, al este del río Ostravice, que pertenecen a la Eurorregión Beskydy.

## Objetivos estratégicos de la Eurorregión
- Amplio desarrollo de la región
- intercambio de experiencias e información
- apoyo a la cultura, la educación y el deporte en la región
- desarrollo de la infraestructura de transporte regional
- mejora de la seguridad de los ciudadanos
- desarrollo del turismo
- cooperación entre escuelas y apoyo a iniciativas ecológicas.